# Serra Llarga (Aitona)
|  | Aquest article tracta sobre la serra d'Aitona. Vegeu-ne altres significats a «Serra Llarga». |

La Serra Llarga és una serra situada al municipi d'Aitona a la comarca del Segrià, amb una elevació màxima de 166,4 metres.